# تل القدح
تل القدح يقع في فلسطين على بعد حوالي 15,5 كيلو متر إلى الشمال من بحيرة طبريا وحوالي 8 كيلو متر من بحيرة الحولة، تبلغ مساحته حوالي 15 هكتاراً، وقد كان مأهولاً بالسكان خلال المرحلتين الثانية والثالثة من العصر البرونزي القديم. لم يعثر من خلال الحفريات الأثرية في الموقع على دلائل تفيد بأن الموقع كان محصناً.